# Rubén González Garza
Rubén González Garza (Monterrey, Nuevo León, 8 de marzo de 1929 - Monterrey, Nuevo León, 7 de marzo de 2019). Inició su carrera teatral en 1950 y desde entonces se desempeñó como director, actor y académico. Participó en cursos de actuación, dirección y dramaturgia con destacadas personalidades nacionales y extranjeras.
Maestro de muchas generaciones de actores; su talento como pintor lo llevó a realizar diseños escenográficos, luminotécnicos y de vestuario.
Recientemente fue docente en la facultad de Artes Escénicas.
Falleció el 7 de marzo de 2019, un día antes de cumplir 90 años debido a complicaciones de una neumonía en el Hospital Universitario. El teatrista Luis Martín Garza informó a los familiares y a la comunidad sobre el fallecimiento de Rubén.

## Premios
- En 1992 Premio de las Artes Universidad Autónoma de Nuevo León.
- En 1993 primer lugar nacional de dramaturgia de la Universidad Autónoma de Nuevo León por La casa de las cruces de gis.
- En 1994 medalla al Mérito Cívico otorgada por el gobierno de Nuevo León.
- En 1999 primer lugar nacional de dramaturgia CONARTE por El esquema equivocado.
- En el 2002 vuelve a ganar el primer lugar nacional de dramaturgia de la Universidad Autónoma de Nuevo León por Las señoritas Alcocer.

Poseedor de dos primeros lugares por pastorelas.

## Obras
- Estrella de ceniza (Revista Deslinde y Tramoya)
- Un camión llamado oportunidad (Revista Deslinde)
- Ensayando a Lorca (Revista Deslinde)
- Residencial los pinos (Revista Tramoya)
- El payaso y la maestra (Revista Tramoya)
- La casa de las cruces de gis (Revista Tramoya)
- Pastorela norteña (UANL)
- Las señoritas Aclocer (UANL)
- Caras vemos mitotes no sabemos (CONARTE)
- El esquema equivocado (Facultad de Filosofía y Letras de la UANL)
- Pasas por el abismo de mis tristezas (Facultad de Filosofía y Letras de la UANL)
- Ramona (Próxima a editarse por la Facultad de Filosofía y Letras de la UANL)